# National Centers for Environmental Prediction
Die National Centers for Environmental Prediction (NCEP; deutsch Nationale Zentren zur Umweltvorhersage) der Vereinigten Staaten liefern verschiedene Wettervorhersagen. Die Zentren sind Teil des National Weather Service (NWS) der National Oceanic and Atmospheric Administration (NOAA).
Insgesamt gibt es neun einzelne Zentren:
- Das Aviation Weather Center liefert Warnungen für die Luftfahrt und Prognosen gefährlicher Flugbedingungen für den amerikanischen und internationalen Luftraum.
- Das Climate Prediction Center beobachtet kurzfristige Schwankungen des Klimas und prognostiziert die weitere Entwicklung und mögliche Auswirkungen für die Vereinigten Staaten.
- Das Environmental Modeling Center entwickelt und verbessert Methoden zur Vorhersage von Wetter, Klima sowie Wasserkreisläufen und anderen Entwicklungen der Meere.
- Das Weather Prediction Center (bis 2013: Hydrometeorological Prediction Center) liefert Analysen und Prognosen für die nächsten sieben Tage.
- Das NCEP Central Operations verwendet numerische Methoden und Vorhersagemodelle und bereitet NCEP Daten für die Veröffentlichung vor.
- Das Ocean Prediction Center liefert Wetterwarnungen und Vorhersagen für bis zu fünf Tage für die Gewässer des atlantischen und pazifischen Ozeans nördlich des 30. Breitengrades
- Das Space Weather Prediction Center beobachtet das Weltraumwetter und liefert Warnungen vor Turbulenzen die Mensch und Material im Weltraum oder auf der Erde beeinträchtigen könnten.
- Das Storm Prediction Center verfolgt Tornados und andere Unwetter in den gesamten Vereinigten Staaten und stellt Vorhersagen zu deren zukünftiger Entwicklung zur Verfügung.
- Das Tropical Prediction Center schließt das National Hurricane Center ein und liefert Vorhersagen zur Bewegung und Stärke tropischer Wetterlagen samt darauf aufbauender Warnungen für die Vereinigten Staaten und deren Umgebung